# Conrad Magnusson
Conrad Emanuel Magnusson (Oslo, 1874. augusztus 18. – Chicago, 1924. szeptember 24.) olimpiai bajnok amerikai kötélhúzó.
Az 1904. évi nyári olimpiai játékokon indult kötélhúzásban a Milwaukee Athletic Club színeiben, de az amerikai válogatotthoz tartoztak. Rajtuk kívül még 3 amerikai klub és két ország indult (görögök és dél-afrikaiak). A verseny egyenes kiesésben zajlott.